# مایکل بار (سیاست‌مدار)
مایکل اس. بار (انگلیسی: Michael S. Barr؛ زادهٔ سال ۱۹۶۵ یا ۱۹۶۶ (۵۸–۵۹ سال) یک وکیل و سیاستمدار آمریکایی است که در دورهٔ ریاست‌جمهوری باراک اوباما به عنوان دستیار وزیر خزانه‌داری ایالات متحده آمریکا برای مؤسسات مالی خدمت می‌کرد. بار از زمان خروج از دولت، به عنوان جان و سنفورد ویل، دین سیاست عمومی و استاد فرانک مورفی استاد سیاست عمومی در دانشکده سیاست عمومی جرالد آر. فورد، دانشگاه میشیگان خدمت کرده‌است. او همچنین استاد حقوق روی اف و ژان هامفری پروفیت در دانشکده حقوق دانشگاه میشیگان و مدیر دانشکده مرکز مالی، حقوق و سیاست دانشگاه میشیگان است. در ۱۵ آوریل ۲۰۲۲، رئیس‌جمهور جو بایدن، بار را به عنوان نامزد خود برای فدرال رزرو معرفی کرد تا سمت معاون نظارت را برعهده بگیرد.
وی همچنین برندهٔ جوایزی همچون بورسیه رودز شده‌است.